# Ferdinand Klindera
Ferdinand Klindera (22. října 1875 Tuklaty – 23. října 1953 Mělník) byl český a československý národohospodář, organizátor agrárního družstevnictví, politik a poslanec Revolučního národního shromáždění za Republikánskou stranu československého venkova (agrárníky).

## Biografie
Vystudoval strojní inženýrství na české technice v Praze. Prošel odbornou praxí v Itálii a Španělsku. Od roku 1903 působil jako statkář v obci Spomyšl u Roudnice nad Labem. Roku 1911 se účastnil cesty českých zemědělců do Argentiny. Zahraniční zkušenosti se zemědělstvím pak využil při publikování několika knih na toto téma: Český rolník napříč Argentinou (1912), Český rolník slunnou Itálií (1914) a Český rolník severskými státy (1937). Byl aktivní při zakládání družstevnictví napojeného na agrární stranu. V roce 1914 se stal předsedou Ústřední jednoty hospodářských družstev. V této funkci vystřídal Jana Dvořáka.
Od roku 1918 zasedal v Revolučním národním shromáždění za Republikánskou stranu československého venkova (od roku 1922 známá jako Republikánská strana zemědělského a malorolnického lidu). Na členství v tomto zákonodárném sboru rezignoval na 93. schůzi v prosinci 1919. Byl profesí starostou Ústřední jednoty hospodářských společenstev.
V roce 1921 stanul jako starosta v čele vlivné organizace Centrokooperativ, která sdružovala všechny české agrární družstevní svazy a navíc tři německé a jeden polský. Po zřízení protektorátního Ústředního svazu zemědělských družstev pro Čechy a Moravu (des Zentralverbandes der landwirtschaftlichen Genossenschaften) byl jeho předsedou (Obmann), dále byl členem správní rady Škodovy závody v Plzni v holdingu Reichswerke Hermann Göring a předsedou správní rady firmy Fr. Odkolek AS Praha-Vysočany. V listopadu 1942 odešel do penze.